# Довжанська агломерація
Довжа́нська агломерація — міська агломерація із центром у м. Довжанськ, розташована на півдні Луганської області.
Головні чинники створення й існування агломерації: великий паливо-енергетичний центр, перепуття головних транспортних шляхів, хімічна і машинобудівна промисловість. Центр помірно розвиненого сільськогосподарського району.
Складається з міст (на 2001 рік):
- Довжанська міська рада — 110,1 тисяч, 84 км²:
  - Довжанськ — 72,6 тис.
  - Вознесенівка — 17,5 тис.

З районів:
- Довжанський район — 14,2 тис., 1132 км²